# Il tesoro del lago d'argento
Il tesoro del lago d'argento (Der Schatz im Silbersee) è un film d'avventura del 1962, diretto da Harald Reinl. È il primo film della saga di Old Shatterhand e Winnetou.

## Trama
Erik Engel viene misteriosamente derubato e ucciso da alcuni banditi, in cui la mappa di un tesoro che si trova nel lago d'argento è sparito. A  mettere in viaggio per il tesoro sono suo figlio Fred, Old Shatterhand e Winnetou per impedire che i banditi si impossessano dell'altra parte della mappa, che viene preso in possesso da Patterson, padre di Ellen, ragazza di Fred. I fuorilegge rapiscono Ellen, per trattare con Fred, e Old Shatterhand e Winnetou decidono di fermarli.